# رودخانه دارلینگ
رود دارلینگ (به انگلیسی: Darling River) طولانی‌ترین رودخانه در کشور استرالیا است. دارلینگ از حوالی شهر بورک در ایالت نیو ساوت ولز شروع می‌شود و با حرکت به سمت جنوب غربی در منطقه‌ای به نام ون ورث  به رود مورای می پیوندد. رود مورای نهایتاً در جنوب استرالیا به خور بزرگ استرالیا می ریزد. 